# Jeff Fahey
Jeffrey David Fahey (Olean, 29 de noviembre de 1952) es un actor estadounidense de cine y televisión.

## Carrera
Fahey empezó su carrera cuando ganó un concurso de baile bailando para Joffrey Ballet. Esto hizo que empezase a actuar en teatros de todo el país, incluido en Broadway. Su primera gran actuación en televisión fue haciendo el papel de Gary Corelli en la telenovela de la ABC, One Life to Live. En 1985, hizo el papel de Tyree en la película Silverado. Después, en 1986, hizo el papel de Eddie Kaye en Miami Vice, un personaje conocido en la serie por destruir el Ferrari que conducían los dos protagonistas. En ese mismo año, actuó en Psycho III. Desde ese año, ha aparecido en gran cantidad de películas. Uno de sus papeles más conocidos es el de Jobe en la película The Lawnmower Man, en la que también actuó Pierce Brosnan. En 1995 actuó como Winston McBride en la serie de la ABC The Marshal. En 2008, se incorporó al reparto de Lost actuando en casi todos los capítulos de su cuarta y quinta temporada, para 2010 en la sexta y última temporada pasó al reparto oficial de la serie.

## Filmografía seleccionada
- Horizon: An American Saga (2024)
- Hypnotic (2023)
- Alita: Battle Angel  (2019) --- McTeague
- Legends of Tomorrow  (2017)  (2x06)  (1 episodio) --- Quentin Turnbull
- Falling Skies (2015) (1 episodio) --- Enos Ellis
- Dawn Patrol (2014) --- Trick
- Grimm (2015) (1 episodio) --- Albert Bowden
- La cúpula (2013) (1 episodio)
- Revolution (2012) (1 episodio)
- Guns, Girls and Gambling (2011) --- Cowboy
- Hotel sin Salida 3/Habitación sin Salida 3 (2010) --- Don
- Machete (2010) --- Booth
- Criminal Minds --- (2008) (1 episodio, 2008)
- Matchmaker Mary (2008) --- Cameron Banks
- The Cleaner --- Quinn (1 episodio, 2008)
- Psych --- Dutch the Clutch (1 episodio, 2008)
- Lost --- Frank Lapidus (2008-2010)
- Planet Terror (2007) --- J.T.
- The Eden Formula (2006) (TV) --- Dr. Harrison Parker
- Scorpius Gigantus (2006) --- Mayor Nick Reynolds
- Manticore (2005) (TV) --- Kramer
- Icon (2005) (TV) --- Harvey Blackledge
- Split Second (2005) --- Mr. Kudis
- American Dreams --- Stevens (2 episodios, 2004)
- Ghost Rock (2004) --- Moses Logan
- Darkhunters (2004) --- Mr. Barlow
- Crossing Jordan --- Cazador de recompensas (1 episodio, 2004)
- Fallen Angels (2002) --- Dr. Richard Leighton
- Blind Heat (2002) --- Paul Burke
- Nash Bridges --- Nelson Collins (1 episodio, 2001)
- Cold Heart (2001) --- Phil
- Outlaw (2001) --- Jim Moran
- Spin Cycle (2000) --- Tall Vinnie
- Time Served (1999) (TV) --- Patrick Berlington
- No Tomorrow (1999) --- Davis
- The Contract (1999) --- Detective Tucci
- Hijack (1998) --- Eddie Lyman
- Detour (1998)
- Johnny 2.0 (1998)
- Extramarital (1998)
- On the Line (1998)
- The Underground (1997)
- Operation Delta Force (aka Great Soldiers) (1997)
- Perversions of Science (1997) (TV)
- Catherine's Grove (1997)
- Lethal Tender (1997)
- Small Time (1996)
- Every Woman's Dream (1996)
- Darkman III: Die Darkman Die (1996)
- The Sweeper (1996)
- Time Under Fire (1996)
- The Marshal (1995) (TV)
- Serpent's Lair (1995)
- Virtual Seduction (1995)
- Sketch Artist II: Hands That See (1995)
- Temptation (1994)
- Wyatt Earp (1994)
- Freefall (1994)
- Quick (1993)
- Blindsided (1993)
- The Hit List (1993)
- In the Company of Darkness (1993)
- Woman of Desire (1993)
- Sketch Artist (1992)
- El cortador de césped (1992)
- Body Parts (1991)
- Iron Maze (1991)
- Parker Kane (1990)
- Curiosity Kills (1990)
- Cazador blanco, corazón negro (1990)
- Impulse (1990)
- The Last of the Finest (1990)
- Minnamurra (aka Wrangler) (1989)
- True Blood (1989)
- The Serpent of Death (1989)
- Split Decisions (1988)
- Backfire (1988)
- Riot on 42nd St. (1987)
- Miami Vice (1986) (TV)
- Psycho III (1986)
- The New Alfred Hitchcock Presents (1986) (TV)
- The Execution of Raymond Graham (1985)
- Silverado (1985)
- One Life to Live (1982–1985)